# Рекко
Рекко (італ. Recco, ліг. Recco) — муніципалітет в Італії, у регіоні Лігурія, метрополійне місто Генуя.
Рекко розташоване на відстані близько 390 км на північний захід від Рима, 18 км на схід від Генуї.
Населення — 9847 осіб (2014).

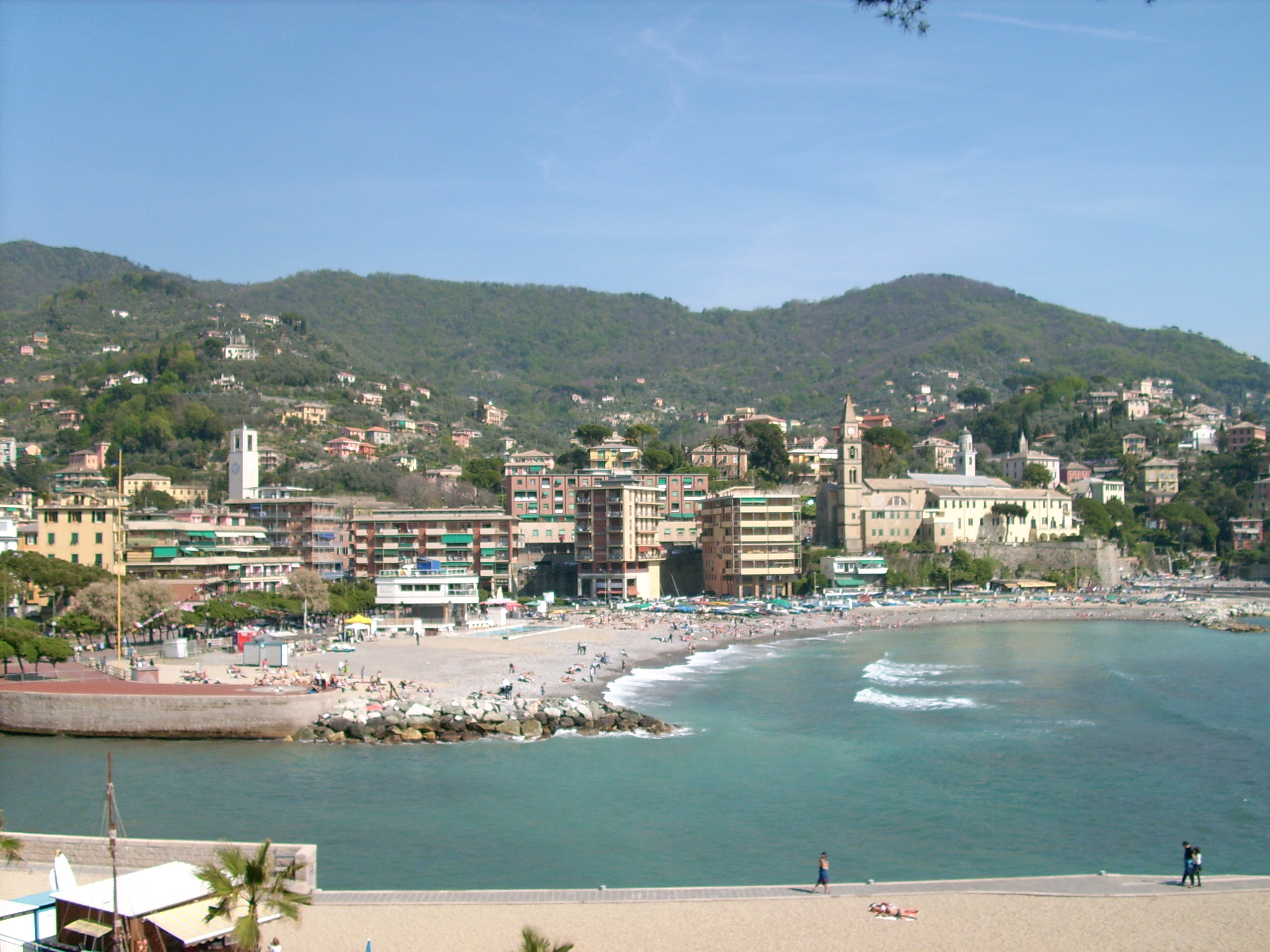

Щорічний фестиваль відбувається 10 січня та 8 вересня. Покровитель — San Giovanni Bono.

## Демографія
Населення за роками:

Станом на 1 січня 2023 року в муніципалітеті офіційно проживало 496 іноземців з 59 країн, серед них 103 громадяни країн Євросоюзу та 22 громадяни України.

## Сусідні муніципалітети
- Авеньо
- Камольї
- Рапалло
- Сорі